# Realm-Specific IP
RSIPとはIETFの実験的な枠組みと通信プロトコルである。
RSIPは、ネットワークアドレス変換 (NAT) の代わりとなるものとして意図されたプロトコルであり、パケットのE2Eでの整合性が維持される。
RSIPは、RSIPのホストが1つかそれ以上のIPアドレス（とUDP/TCPポート）を1つかそれ以上のRSIPのゲートウェイから借りることを許可する。
RSIPは（通常はパブリックの）IPアドレスとポートを他の（通常はプライベートの）アドレス領域に存在するRSIPホストに貸すことによって機能する。
RSIPクライアントは、RSIPゲートウェイに登録を要求する。次に、RSIPゲートウェイはユニークIPアドレスか、共有されたIPアドレスとユニークなTCP/UDPポートのセットを配布し、RSIPホストのアドレスとこのアドレスを関連付ける。RSIPホストは、このアドレスを他のアドレス体系にある宛て先にパケットを送るために使う。RSIPホストとゲートウェイの間をトンネルでつながれたパケットは、両方のアドレスを含んでいて、RSIPゲートウェイはホストアドレスヘッダを取り除き、宛て先にパケットを送る。
RSIPは、異なる宛先ネットワークに到達するために、いくつかの異なるアドレスを貸し出すことによって、異なるプライベートアドレスを持ったいくつかのネットワークの間のトラフィックを中継することにもまた使うことができる。
RSIPは、UPnPに取って代わるIETF基準のNAT traversalにとって実用的でなければならない。
2004年11月現在、プロトコルは試験的な段階にあり、まだ広く使われていない。

## 参照
- Session Traversal Utilities for NATs (STUN)
- Traversal Using Relay around NAT (TURN)
- Interactive Connectivity Establishment (ICE)
- Middlebox : Middlebox Communications (MIDCOM)
- SOCKS
- Universal Plug and Play (UPnP)